# Pride Park Stadium
Pride Park Stadium – stadion piłkarski w Derby, w Wielkiej Brytanii. Na tym liczącym 33 600 miejsc stadionie, swoje mecze rozgrywa klub Derby County F.C. i Reprezentacja Anglii w piłce nożnej mężczyzn.
Został on otwarty przez królową Elżbietę II 18 lipca 1997. Poprzednim stadionem klubu był The Baseball Ground.